# 圓身希臘鱥
圓身希臘鱥（學名：Pelasgus stymphalicus），為輻鰭魚綱鯉形目雅羅魚科希臘鱥屬的一個種，分布於歐洲希臘伯羅奔尼撒半島的斯廷法利亞湖流域，該物種受到歐盟棲息地指令（1992年）附錄II和伯恩公約（1982 年）附錄III的保護。，本魚頭和吻部粗壯、略呈圓形，尾鰭叉形，體長可達12公分，壽命約3年，棲息在湖泊底中層水域，以植物和無脊椎動物為食，繁殖期在12月至隔年三月，生活習性不明。